# Пограбування по-американськи
«Пограбування по-американськи» (англ. American Heist) — американський фільм, кримінальна драма 2014 року, знята російським режисером Саріком Андреасяном, сценарист — Рауль Ігліс. У головних ролях знялися: Гайден Крістенсен («Зоряні війни»), Едрієн Броуді («Піаніст»), Джордана Брюстер («Форсаж»), музикант Ейкон. 
«Пограбування по-американськи» — це римейк фільму 1959 року «Велике пограбування банку в Сент-Луїсі» зі Стівом Макквіном (1930—1980) у головній ролі. Римейк знімали в Новому Орлеані, штат Луїзіана; знімання розпочалося 18 червня 2013 року. Світова прем’єра фільму відбулася на Міжнародному кінофестивалі в Торонто 11 вересня 2014 року та на кінофестивалі в Новому Орлеані 22 жовтня 2014 року; прем'єра в Росії — 22 січня 2015 року, в США — 19 червня 2015 року.